# Aberglasslyn
Aberglasslyn ist ein Ort in New South Wales, Australien. Der Ort im Hunter Valley gehört zur Local Government Area Maitland City. 

## Geographie
Aberglasslyn liegt nördlich von Maitland und rund 30 Kilometer nordwestlich von Newcastle.
Mit 1053 Einwohnern pro Quadratkilometer ist der Ort dicht besiedelt.

## Demographie
Mit Stand von 2021 hatte Aberglasslyn 6552 Einwohner, von denen 6106 die australische Staatsangehörigkeit besaßen. 478 Personen im Ort waren Aborigines (7,3 %), womit deren Zahl über dem Landesschnitt von 2,92 % liegt. Weitere vier Einwohner waren Torres-Strait-Insulaner.
Insgesamt 102 Menschen aus Aberglasslyn wurden in England geboren. Weitere Einwohner, die im Ausland geboren wurden, kamen aus Indien (99), Neuseeland (74) und Südafrika (50).
Das Medianalter lag bei 32 Jahren. Das mittlere Einkommen pro Person betrug 881 Australische Dollar, das mittlere Haushaltseinkommen lag bei 2147 AUD, womit es zu den höheren Haushaltseinkommen im landesweiten Vergleich (1746 AUD) zählt.

## Öffentliche Einrichtungen
In Aberglasslyn gibt es zwei Parks.